# Sunne
För andra betydelser, se Sunne (olika betydelser).

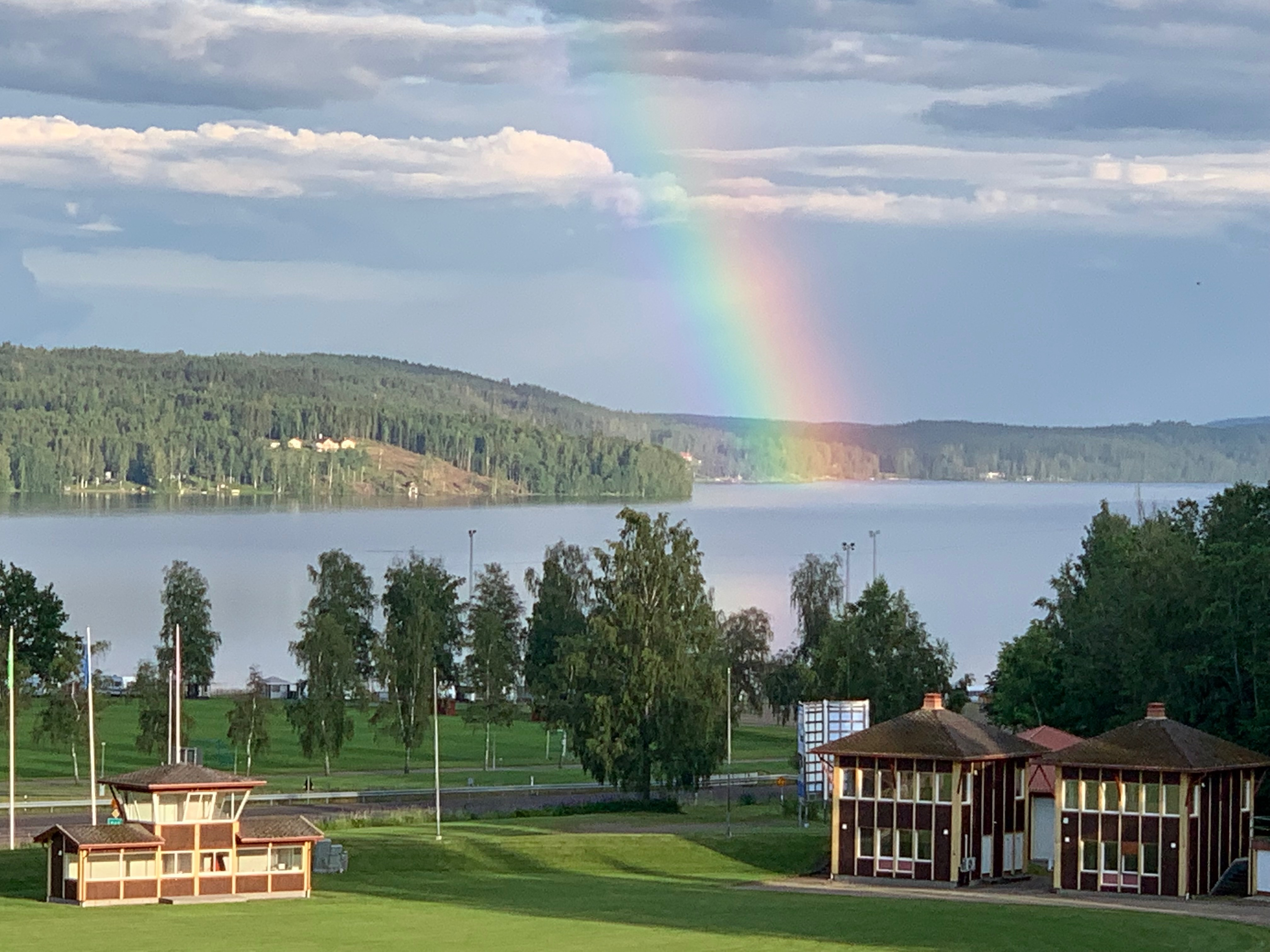
Vy över Fryken i Sunne

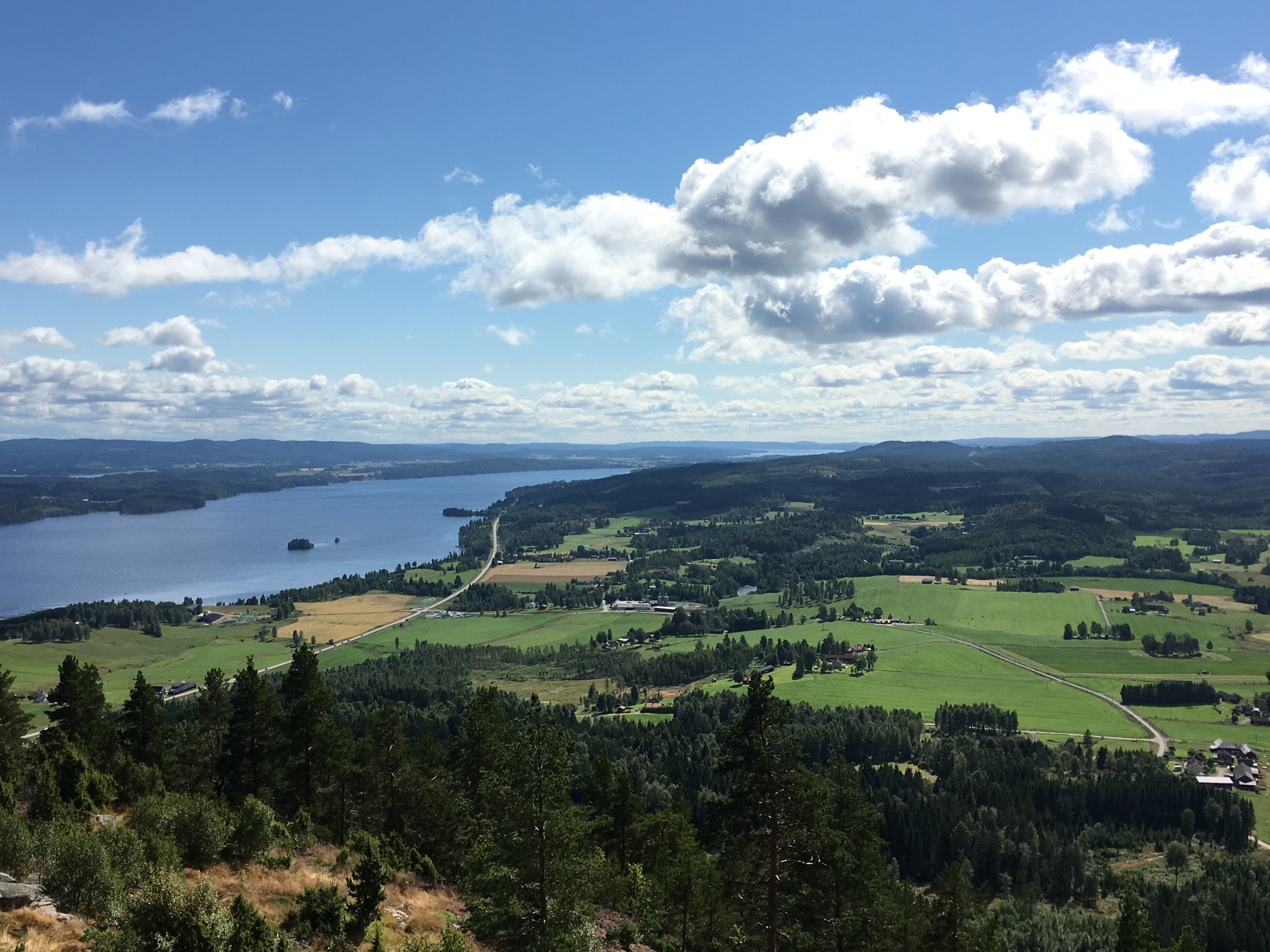
Vy över Fryksdalen från Tossebergsklätten i Stöpafors, Sunne

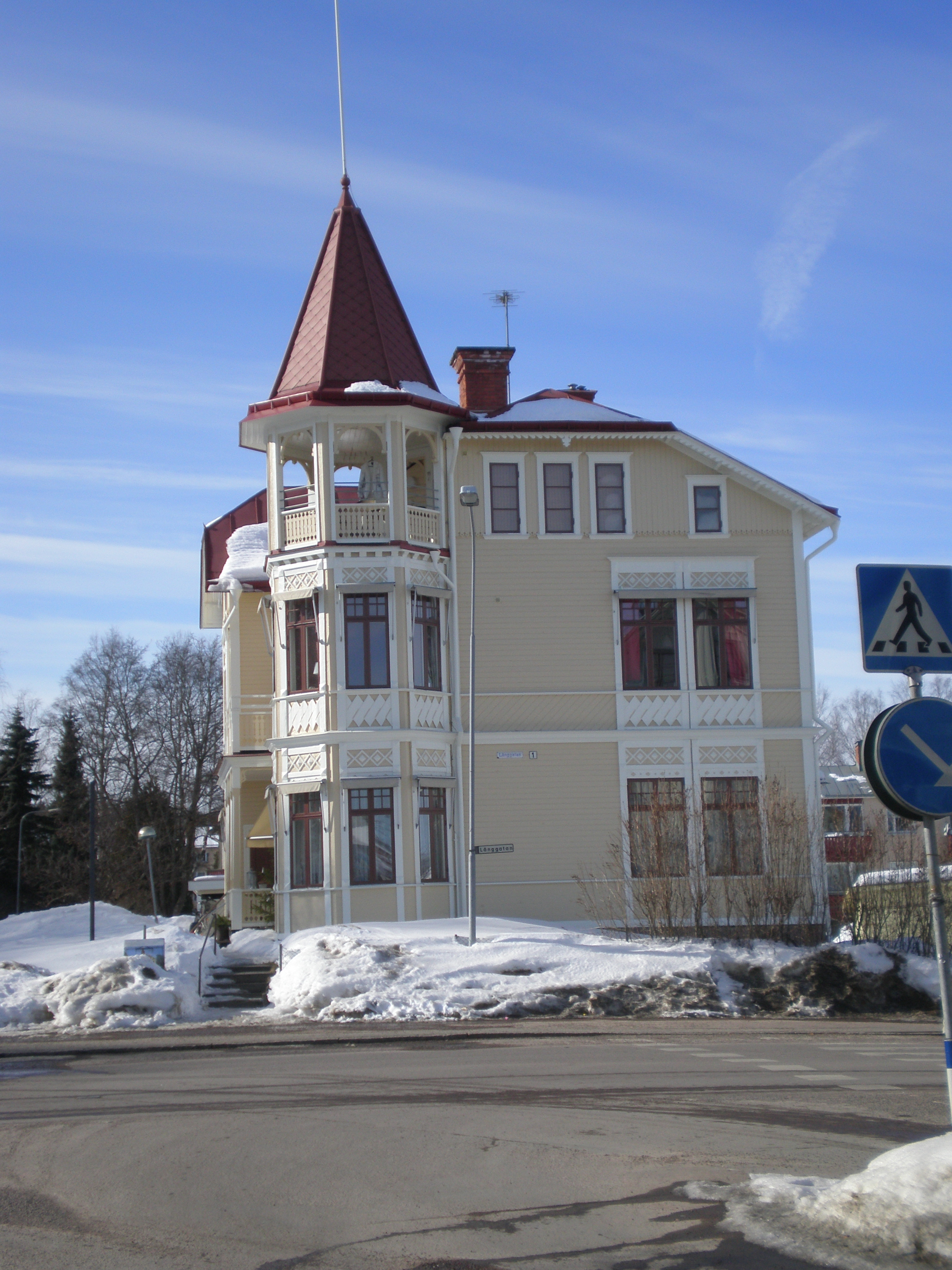
Villa Helios, byggt 1904 för fotografen Axel Aurelius, sedan 1930-talet tandläkare Sjökvists mottagning

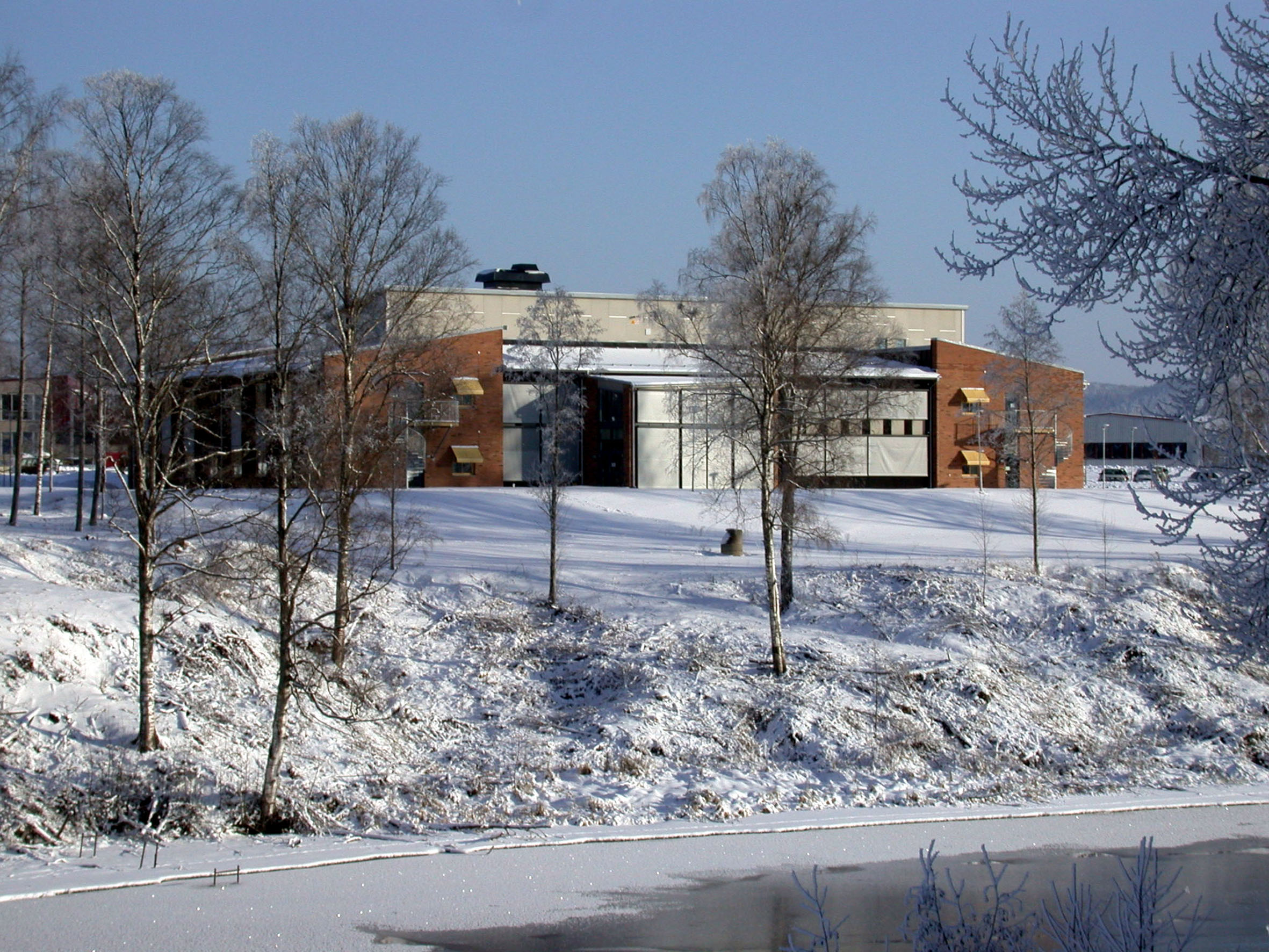
Idéum i Sunne, Brobygrafiska

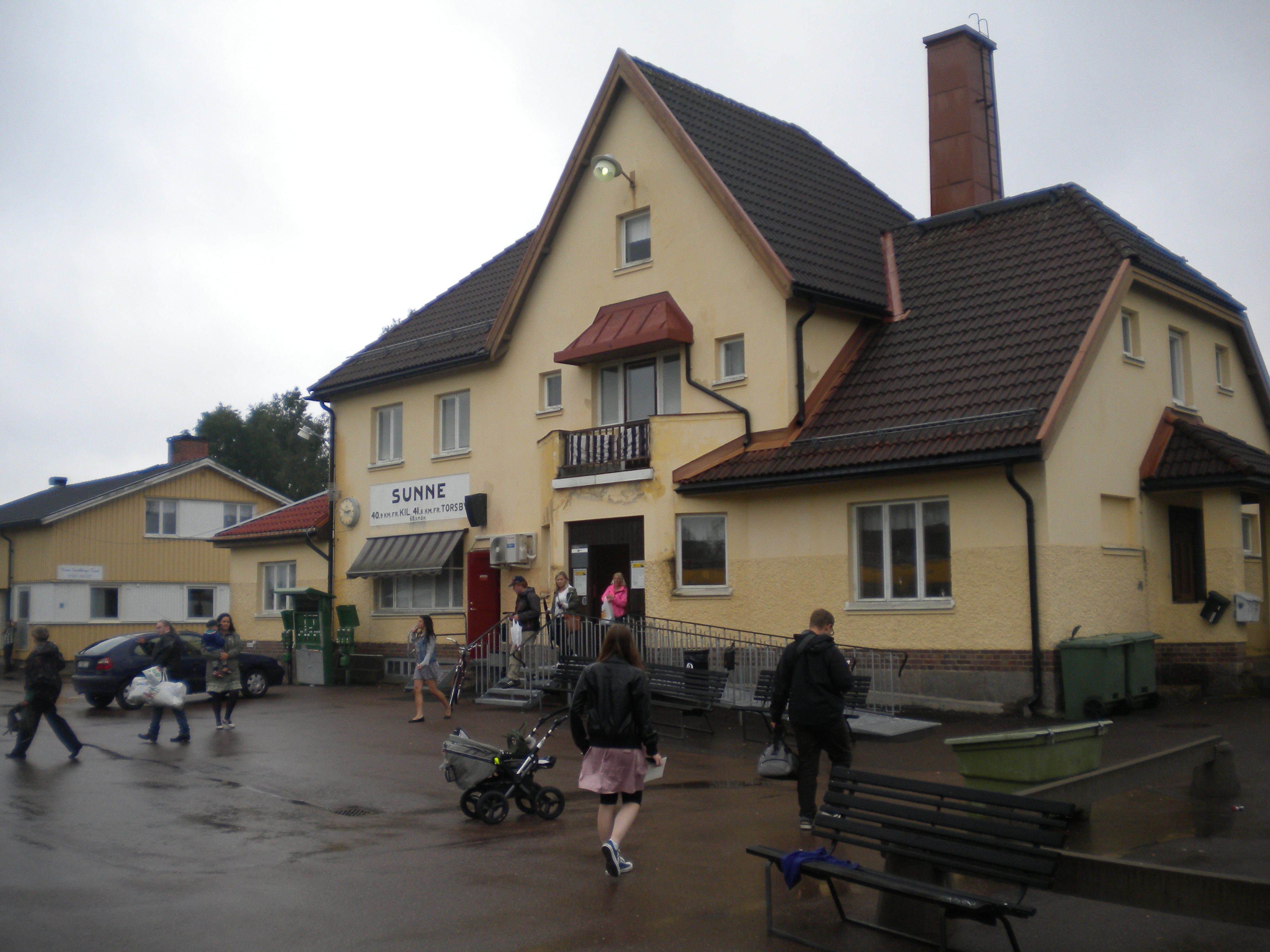
Sunne stationshus

Sunne är en tätort samt centralort i Sunne kommun i Värmland, belägen i Fryksdalen, vid Frykensundet mellan Övre Fryken och Mellan-Fryken. Genom Sunne går järnvägen Fryksdalsbanan och förbi tätorten går Europavägen E45. Platsen vid Fryken har ett ursprung som marknadsplats och kyrkby. Idag är turismen viktig, med Sunne Camping och Sunne Sommarland inom tätorten och besöksmål som Mårbacka, Rottneros Park och Ski Sunne inom kommunen.

## Namnet
Namnet Sunne kommer av en form i dativ singularis av ordet sund och har under lång tid använts om sundet mellan Övre Fryken och Mellan-Fryken. Äldre stavningar är Sund eller Sundy. Dessa namn kom också att användas om kyrkan och socknen.
Orten väster om sundet hette fram till 1904 Sundsvik, ett namn som fortfarande använts om en central del av Sunne. Ortnamnet Sunne blev officiellt namn 1905 på det då bildade municipalsamhället.
Sunne|Värmland är platsvarumärket och Sagolika Sunne är en slogan som används för att marknadsföra ortens levande kulturliv och berättartradition.  
I Selma Lagerlöfs diktning går Sunne som ort under namnet Bro.

## Historik
I Sunneområdet bosatte sig människor ungefär år 3 000 före Kristus. På Kolsnäsudden, en grusås som sticker ut i Fryken i söder, finns gravar från järnåldern. 
På kullen öster om sundet uppfördes den första kyrkan på 1300-talet. Denna omgavs med tiden av en bondby, som senare expanderade till viken på västra sidan sundet (Sundsvik). Sedan 1600-talet har platsen varit marknadsplats. Vid mitten av 1700-talet flyttade marknaden Evi Gläja upp på plattån Åmbergshea väster om sundet. Under 1800-talet tillkom mycket service på orten, bl.a. provinsialläkare, sparbank, apotek, handelsbod, postkontor, ångbåtsförbindelse, mejeri och sjukstuga. Under de första två decennierna av 1900-talet tillkom elförsörjning, vattenledning och järnvägsförbindelse. År 1905 är Sunne municipalsamhälle och 1920 blir orten en köping.

### Administrativa tillhörigheter
Sunne var och är kyrkby i Sunne socken och ingick efter kommunreformen 1862 i Sunne landskommun, där Sunne municipalsamhälle inrättades 16 december 1904. Sunne utbröts ur landskommunen 1920 och bildades Sunne köping som sedan utökades 1936 och 1940 med områden från Sunne socken/landskommun. 1963 utökades köpingskommunen med grannsocknar/landskommun och 1971 uppgick den i Sunne kommun där Sunne sedan dess är centralort.
I kyrkligt hänseende har Sunne alltid hört till Sunne församling.
Orten ingick till 1745 i Fryksdals tingslag därefter till 1948 i Fryksdals nedre tingslag och sedan till 1971 i Fryksdals tingslag. Från 1971 till 2005 ingick orten i Sunne tingsrätts domsaga och från 2005 ingår Sunne i Värmlands tingsrätts domsaga.

### Befolkningsutveckling

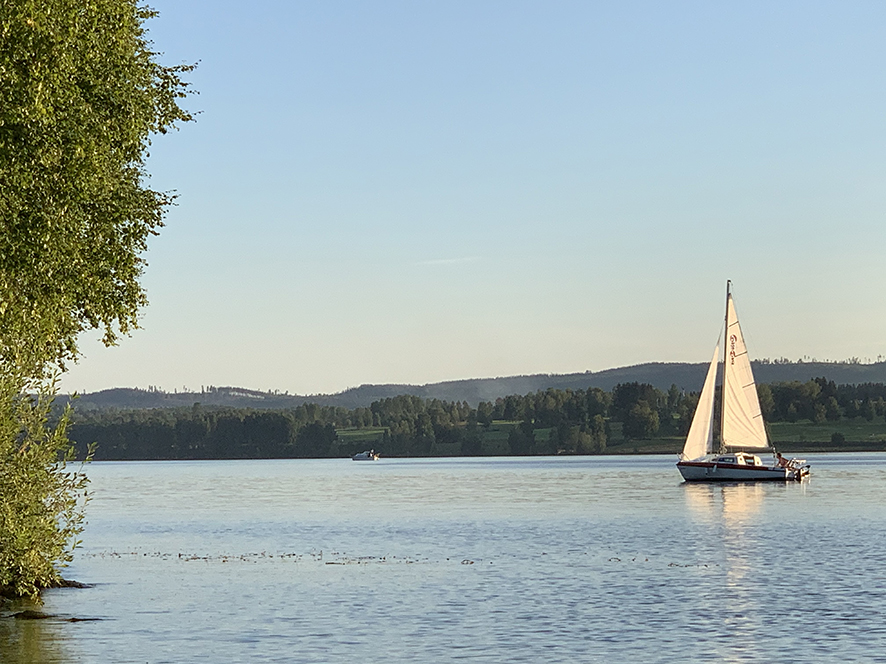
En sommardag på Frykensjöarna i Sunne.

| Befolkningsutvecklingen i Sunne 1960–2020 | Befolkningsutvecklingen i Sunne 1960–2020 | Befolkningsutvecklingen i Sunne 1960–2020 | Befolkningsutvecklingen i Sunne 1960–2020 | Befolkningsutvecklingen i Sunne 1960–2020 |
| ----------------------------------------- | ----------------------------------------- | ----------------------------------------- | ----------------------------------------- | ----------------------------------------- |
|                                           |                                           |                                           |                                           |                                           |
| År                                        |                                           |                                           | Folkmängd                                 | Areal (ha)                                |
| 1960                                      | 1960                                      |                                           | 3 187                                     |                                           |
| 1965                                      | 1965                                      |                                           | 3 308                                     |                                           |
| 1970                                      | 1970                                      |                                           | 3 686                                     |                                           |
| 1975                                      | 1975                                      |                                           | 4 273                                     |                                           |
| 1980                                      | 1980                                      |                                           | 4 357                                     |                                           |
| 1990                                      | 1990                                      |                                           | 4 703                                     | 433                                       |
| 1995                                      | 1995                                      |                                           | 4 940                                     | 444                                       |
| 2000                                      | 2000                                      |                                           | 4 850                                     | 453                                       |
| 2005                                      | 2005                                      |                                           | 4 903                                     | 456                                       |
| 2010                                      | 2010                                      |                                           | 4 931                                     | 457                                       |
| 2015                                      | 2015                                      |                                           | 5 026                                     | 518                                       |
| 2020                                      | 2020                                      |                                           | 5 113                                     | 543                                       |
|                                           |                                           |                                           |                                           |                                           |

## Geografi
Sunne ligger vid Frykensundet mellan sjöarna Övre Fryken i norr och Mellan-Fryken i söder. I själva tätorten har sundet närmast karaktären av en två kilometer lång och 50 meter bred älv. I norr omges älvfåran av höga bankar upp till bebyggelsen. Genom centrum har vattendraget en S-form och låga stränder, dock med väsentlig nivåskillnad upp till Kyrkberget i öster. I sydväst meandrar Lerälven sig ner till sin mynning i sundets södra ände. En kilometer längre söderut sticker den långsmala och åsförsedda Kolsnäsudden ut i Fryken och skyddar badviken Kolsnäsbadet. 
Huvuddelen av tätorten återfinns väster om sundet, inklusive kommersiellt centrum, järnvägsstation, vårdcentral och kommunhus. Öster om sundet finns kyrkan, samt skolor på högstadie- och gymnasienivå. Över sundet finns en järnvägsbro för Fryksdalsbanan, en vägbro, samt två gång- och cykelbroar. Europaväg 45 passerar väster om tätorten. 

### Bostadsområden i tätorten
- Åmberg, sluttningen i nordväst, med Åmbergs skola och villabebyggelse.
- Hea, platå i nordväst, tidigare exercished. ("Hea" är värmländska för "Heden".)
- Skäggeberg, sluttningen i väst, med Skäggebergsskolan, brandstation och villabebyggelse.
- Sundsvik, den centrala delen av orten invid bron.
- Leran, området i sydväst, kring Lerälvens utlopp i Fryken.
- Brobyäng, flackt område i nordnordväst, intill Fryken, med sjukhus och villabebyggelse.
- Brårud, område i nordost, med både industriområde och bostadsbebyggelse.
- Klockaregården, i öster.
- Sundsberg, i sydväst.
- Torvnäs, område i sydost, söder om kyrkan.

## Sevärdheter
Västanå teater är en länsteater som har sina scener i Berättarladan. 
Sunne kyrka finns med i romanen Juloratoriet av Göran Tunström. Göran Tunström har även skrivit Berömda män som varit i Sunne, som liksom de flesta av hans romaner tar avstamp eller utspelar sig helt på denna ort.
I Sunne finns ett par restauranger som är omnämnda i White Guide: Ulvsby herrgård och Sillegården.
Till utflyktsmålen i Sunne närhet hör Rottneros park med skulpturer och Selma Lagerlöfs hem Mårbacka och Tossebergsklätten.
I Sunne finns även Sunne Sommarland, en vattenpark med drygt 50 000 besökare årligen. 

## Sport
I Sunne finns många fritidsaktiviteter t.ex. dans, musik, basket, innebandy, golf, ridning, karate, skidor, alpint, konståkning, ishockey, volleyboll, skytte, motocross, segling, med mera. 

### Sportanläggningar

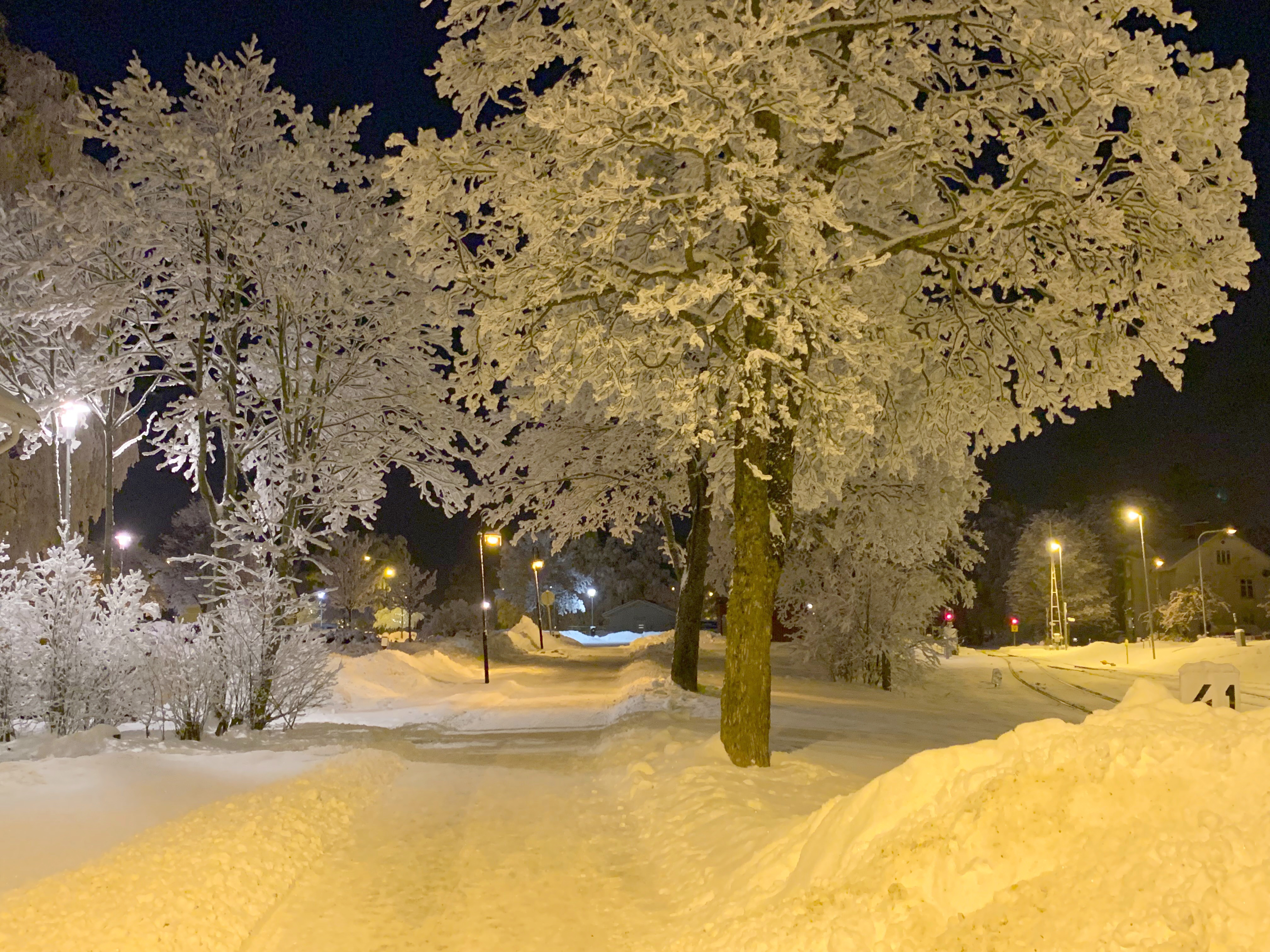
Snöträd i kvällsljus, Sunne centrum

Till sportanläggningarna hör:
- Ski Sunne med tio nedfarter
- Helmia arena (ishall)
- Gylleby ridhus
- Kolsnäs motionscenter
- Snöträd i kvällsljus, Sunne centrumSundsbergs friluftsanläggning

### Klubbar
- IFK Sunne Fotboll
- Sunne IK, ishockey
- Sunne Alpina Klubb
- Sunne Golfklubb
- Sunne SLF, skidklubb'
- Sunne Basket
- Sunne Innebandyklubb
- Sunne Ryttarförening

## Näringsliv

### Bankväsende
Sunne sparbank grundades 1856. Även Karlstads sparbank hade en filial i Sunne, som senare uppgick i Sunne sparbank. Efter sammanslagning 1968 heter den Fryksdalens sparbank och är alltjämt en fristående sparbank.
Wermlands enskilda bank hade ett kontor i Sunne åtminstone från 1860-talet. Kristinehamns enskilda bank öppnade ett kontor i Sunne, men uppgick några år senare i Wermlandsbanken. Vid 1920-talets början hade även Enskilda banken i Vänersborg och Svenska lantmännens bank öppnat i Sunne. Lantmannabanken blev senare Jordbrukarbanken som år 1937 överlät rörelsen i Sunne till Wermlandsbanken.
Nordea stängde kontoret i Sunne den 31 januari 2017. Därefter fanns sparbanken och Handelsbanken kvar på orten.

## Kända personer med anknytning till tätorten

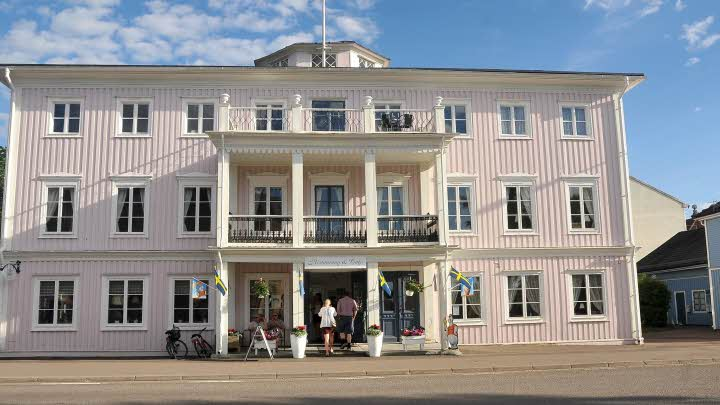
"Slottet" i Sunne, byggt 1849 som bostad åt kommissionslantmätare J.G. Loberg med familj.

### Författare
- Anders Fryxell, 1795–1881, författare, historiker, prost
- Selma Lagerlöf, 1858–1940, författare[20]
- Göran Tunström, 1937–2000 författare
- Lars Andersson, 1954–, författare
- Helene Tursten, 1954–, författare
- Johannes Klenell, 1979–, författare

### Teater, musik, underhållning
- Inger Hallström Stinnerbom, kostymör
- Leif Stinnerbom, regissör
- Jakob Hultcrantz Hansson, skådespelare
- Marie Robertson, skådespelare
- Sofia Wretling, skådespelare
- Kristoffer Appelquist, komiker
- Ana Johnsson, artist
- Magnus Stinnerbom, musiker
- Sara Broos, filmare
- Hampus Hedström, Youtuber

### Konstnärer
- Karin Broos, konstnär
- Marc Broos, konstnär
- Ingalena Klenell, glaskonstnär
- Sven Schützer-Branzén, konstnär

### Idrott
- Sven-Göran Eriksson, fotbollstränare
- Gereon Dahlgren, ishockeytränare
- Johan Pennerborn, ishockeytränare
- Carl Elfgren Nyström, fotbollsspelare

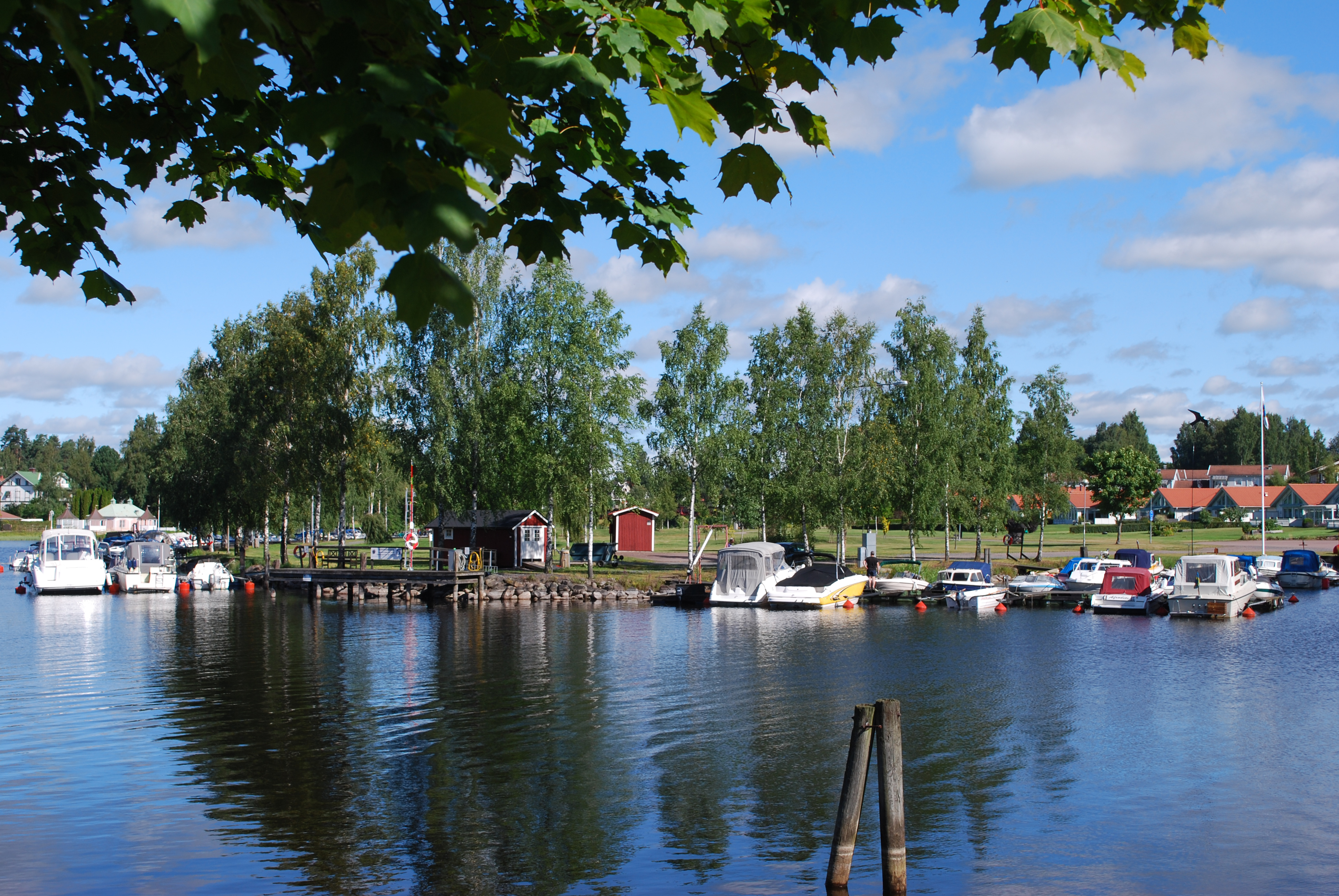
Frykensundet och marinan i Sunne

- Kjell-Åke Nilsson, höjdhoppare